# Ţārom (ort i Iran)
Ţārom (persiska: طارُم, طارم) är en ort i Iran.   Den ligger i provinsen Lorestan, i den västra delen av landet, 400 km sydväst om huvudstaden Teheran. Ţārom ligger 1 630 meter över havet och antalet invånare är 139.
Terrängen runt Ţārom är kuperad. Runt Ţārom är det ganska tätbefolkat, med 56 invånare per kvadratkilometer. Närmaste större samhälle är Harsīn, 19,9 km norr om Ţārom. Omgivningarna runt Ţārom är i huvudsak ett öppet busklandskap.